# 全国漫画家协会
全国漫画家协会（National Cartoonists Society）是一个美国职业漫画家组织。设有全国漫画家协会奖（英語：National Cartoonists Society Awards）。协会诞生缘于1946年一群漫画家一起去部队慰问。他们很喜欢彼此的公司，并决定定期见面。
全国漫画家协会成员的工作分布于许多分支行业，包括广告、动画、报纸连环漫画、报纸单版面联合漫画、连环漫画书、社论漫画、搞笑漫画、視覺文學、贺卡、杂志和书籍插图。近期，全国漫画家协会接受网络漫画。会员大多数是签约公司的专业漫画家，也有少数例外的优秀人才独立发展。全国漫画家协会不是协会或工会。
该组织的主要目的是“以多样形式提高专业漫画的典范和标准”、“促进和培养社会、文化和知识全面发展的职业漫画家”、“激励和鼓舞有兴趣和有抱负的学生和公众成为漫画家和接受漫画艺术。”
1954年，全国漫画家协会開始頒發魯本獎。